# Whittingham (New Jersey)
Whittingham – jednostka osadnicza w Stanach Zjednoczonych, w stanie New Jersey, w hrabstwie Middlesex.